# 克里德莫爾 (北卡羅來納州)
克里德莫爾（英語：Creedmoor）是一個位於美國北卡羅萊納州格蘭維爾縣的城市。

## 人口
根據2020年美國人口普查的數據，克里德莫爾的面積為14.48平方千米，當中陸地面積為13.65平方千米，而水域面積為0.83平方千米。當地共有人口4866人，而人口密度為每平方千米336人。